# Leucosyrinx pikei
Leucosyrinx pikei is een slakkensoort uit de familie van de Pseudomelatomidae. De wetenschappelijke naam van de soort is voor het eerst geldig gepubliceerd in 1963 door Dell.